# Vauxhall 18 HP

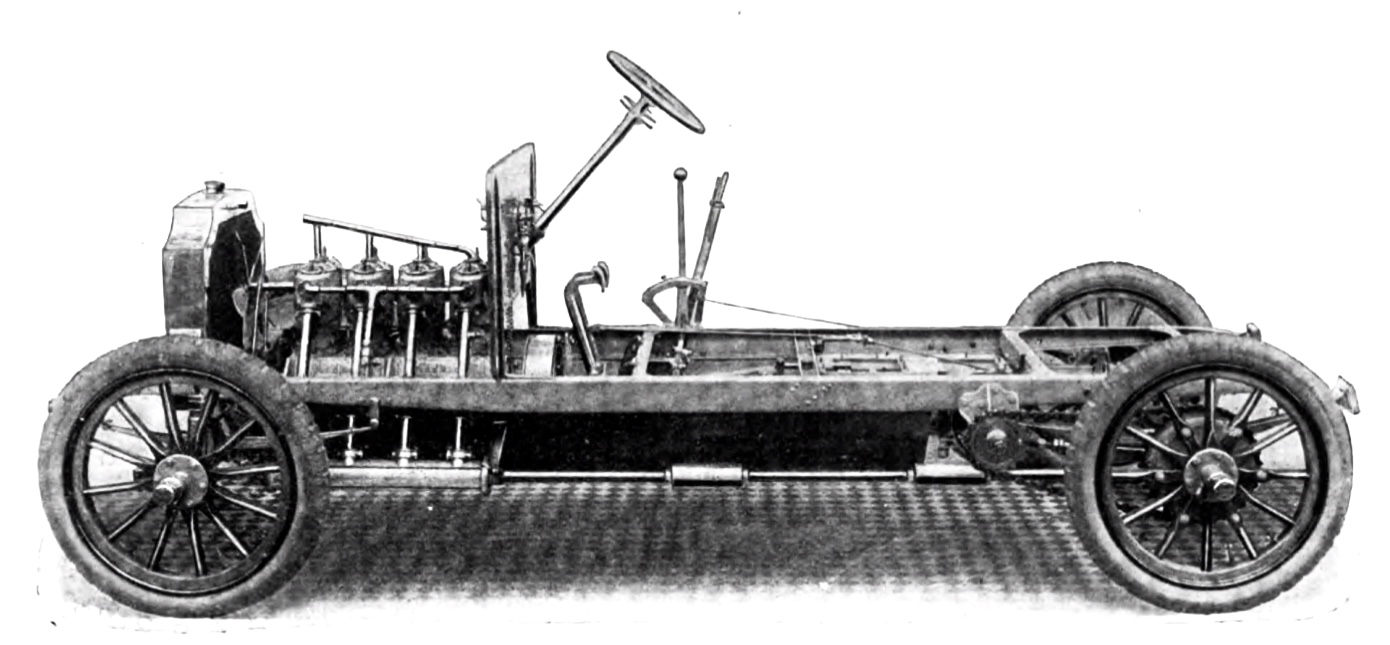
Vauxhall 18 HP Chassis

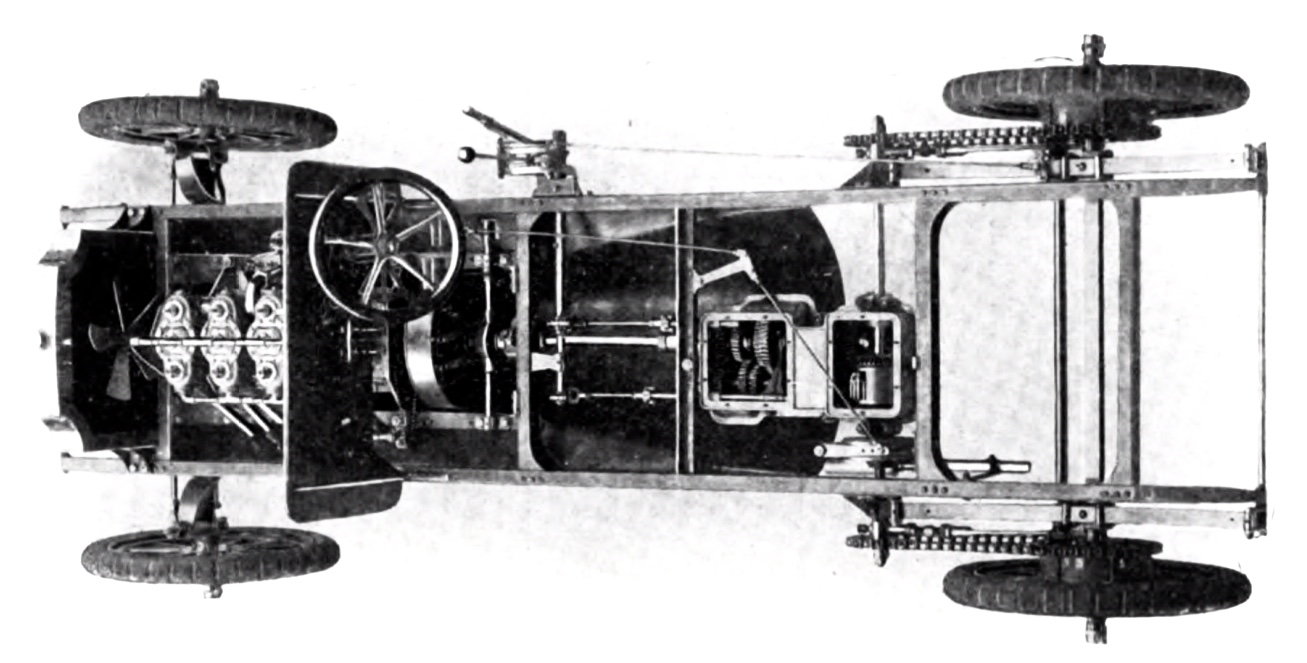
Vauxhall 18 HP Chassis Draufsicht

Der Vauxhall 18 HP ist ein Pkw, den der britische Fahrzeughersteller Vauxhall Motors von 1906 bis 1908 produzierte. Er war der siebte Wagen des Herstellers, der 1903 die Fahrzeugproduktion aufgenommen hatte. Zusammen mit dem 12/16 HP hatte er als Erster einen Vierzylindermotor, im Gegensatz zu den Vorgängerfahrzeugen mit Einzylinder- oder Dreizylindermotor.

## Geschichte
Die Vauxhallfahrzeuge wurden von Vauxhall and West Hydraulic Engineering Co., Ltd im Ort Luton der Grafschaft Bedfordshire hergestellt.

## Konstruktion
Das Fahrwerk bestand aus einem Leiterrahmen sowie Starrachsen vorn und hinten mit längs liegenden Blattfedern. Der Radstand betrug 2794 mm, die Spurweite 1321 mm. Der Motor hatte 3258 cm³ Hubraum mit einer Bohrung von 95,25 mm und einen Hub von 114,3 mm. Er leistete 20 bhp bei 950/min. Die Motorkraft wurde über eine mit Leder belegte Konuskupplung und über eine kurze Welle an das Getriebe mit anschließendem Differential kurz vor der Hinterachse weitergeleitet. Vom Differential ging es mit kurzen Ketten zur Hinterachse. Die Höchstgeschwindigkeit in den einzelnen Gängen betrug: 1. Gang 11 km/h, 2. Gang 25 km/h, 3. Gang 42 km/h und im 4. Gang 56 km/h. Die Vorderachse war ungebremst, der Wagen hatte jedoch eine Getriebebandbremse, die auf die Antriebswelle für die Hinterachse wirkte. Sie wurde mit einem Pedal betätigt. Das Fahrzeug war rechtsgelenkt und hatte eine außen liegende Schaltung. An der Stirnwand war zur Überwachung des Akkumulators ein Voltmeter angebracht. Schmieröl wurde mithilfe von Abgasen zu den einzelnen Schmierstellen befördert. Ein vom Motor angetriebener Lüfter unterstützte die Kühlwirkung. Der Wagen war als Fünfsitzer ausgelegt. Die Bereifung auf sogenannten Artilleriefelgen hatten einen Durchmesser von 700 mm bei einer Breite von 80 mm. Die Erstausrüstung stammte von Dunlop.
Etwa 55 Fahrzeuge des Typs 18 HP wurden ausgeliefert. Pro Monat konnten rund zwei Fahrzeuge von den Mitarbeitern montiert werden, somit entstanden in den drei Produktionsjahren jeweils je knapp 20 Fahrzeuge pro Jahr.